# الاستجابة لجائحة فيروس كورونا 2019–20 في أكتوبر 2020
يوثق هذا المقال التسلسل الزمني للاستجابة لجائحة فيروس كورونا في أكتوبر 2020, والذي نشأ في ووهان، الصين في ديسمبر 2019. قد تصبح بعض التطورات معروفة أو مفهومة بالكامل فقط في وقت لاحق. بدأ الإبلاغ عن هذا الوباء في ديسمبر 2019.

## ردود الفعل والتدابير في الأمم المتحدة

### 1 أكتوبر
في التقرير السنوي للأمم المتحدة، دعا الأمين العام للأمم المتحدة إلى تقييم التعافي من الجائحة «من منظور إنساني وليس اقتصاديًا».

### 2 أكتوبر
تمنى المدير العام لمنظمة الصحة العالمية لكل من الرئيس ترامب والسيدة الأولى للولايات المتحدة «الشفاء التام والسريع» ودعا إلى قيادة قوية واستراتيجيات شاملة حتى تتمكن البلدان من «تغيير اتجاهات» وباء الفيروس التاجي.

### 5 أكتوبر
قدرت منظمة الصحة العالمية أن 10٪ من سكان العالم ربما أصيبوا بفيروس كورونا، مع 10 دول تمثل 70٪ من جميع الحالات المبلغ عنها والوفيات، وثلاث دول فقط تمثل النصف. كما أعلنت منظمة الصحة العالمية عن نتائج مسح تظهر أن الوباء قد عطّل خدمات الصحة النفسية الأساسية في 93٪ من البلدان التي شملها المسح.

### 6 أكتوبر
دعت مفوضية الأمم المتحدة السامية لحقوق الإنسان (OHCHR) إيران إلى الإفراج عن المحامين المسجونين والمدافعين عن حقوق الإنسان والسجناء السياسيين، مشيرة إلى مخاوف بشأن الوضع الذي يواجهونه وخطر الإصابة بـ كوفيد-19. أصدر مكتب المفوض السامي لحقوق الإنسان والميثاق العالمي للأمم المتحدة وفريق الأمم المتحدة العامل المعني بالأعمال التجارية وحقوق الإنسان بيانًا مشتركًا دعا فيه رجال الأعمال إلى مساعدة 400 ألف بحار تقطعت بهم السبل في البحر بسبب الوباء. صرح رئيس اللجنة الاقتصادية لأمريكا اللاتينية ومنطقة البحر الكاريبي التابعة للأمم المتحدة أن الانتعاش الاقتصادي من وباء كوفيد-19 في أمريكا اللاتينية ومنطقة البحر الكاريبي من المرجح أن يكون أبطأ من الانتعاش في أعقاب أزمة الرهن العقاري.

### 7 أكتوبر
أعلنت منظمة التجارة العالمية أن التجارة العالمية كانت تظهر علامات على التعافي من الاكتئاب الناجم عن كوفيد-19, بينما حذرت من أن التعافي يمكن أن يتعطل بشدة بسبب كيفية تطور الوباء وكيف تتفاعل المجتمعات. أطلق الأمين العام للأمم المتحدة موجز سياساته الأخير، كوفيد-19 والتغطية الصحية الشاملة, مشيرًا إلى أن الوباء قد سلط الضوء على أهمية الاستعداد للطوارئ والاستثمار في أنظمة قوية للصحة العامة.

### 8 أكتوبر
شدد الأمين العام للأمم المتحدة، في معرض إشارته إلى أن أنظمة الرعاية الصحية العالمية «غير الملائمة», في وفاة مليون شخص بسبب الوباء حتى الآن، على أن الرعاية الصحية الشاملة كانت توصية رئيسية في موجز سياسات الأمم المتحدة بشأن كوفيد-19 والتغطية الصحية الشاملة.

### 9 أكتوبر
أفادت الأمم المتحدة أن الصين وجمهورية كوريا وناورو انضمت إلى برنامج التطعيم العالمي ضد كوفاكس خلال الأسبوع، مما رفع إجمالي الدول والاقتصادات المشاركة إلى 171

### 10 أكتوبر
وحذر الأمين العام للأمم المتحدة من أن هناك حاجة لمزيد من التعاون العالمي، من قبل الدول الأعضاء الموقعة على اتفاقية الأمم المتحدة لمكافحة الجريمة المنظمة عبر الوطنية لمنع المجرمين من التربح من فيروس كورونا.

### 12 أكتوبر
رفض المدير العام لمنظمة الصحة العالمية مفهوم «مناعة القطيع» من خلال التعرض لـ كوفيد-19 كحل لوباء كوفيد-19, ووصفه بأنه «غير أخلاقي» و «ليس خيارًا».
في بيان مشترك، دعت منظمة الأغذية والزراعة، والصندوق الدولي للتنمية الزراعية، ومنظمة العمل الدولية، ومنظمة الصحة العالمية إلى «التضامن والدعم العالميين، لا سيما مع الفئات الأكثر ضعفاً في مجتمعاتنا» وسلطت الضوء على أن عشرات يتعرض ملايين الأشخاص، خاصة في العالم النامي، لخطر الوقوع في براثن الفقر المدقع، حيث يتعرض ما يقرب من نصف القوة العاملة العالمية البالغ عددها 3.3 مليار لخطر فقدان وظائفهم
أصدرت منظمة الأمم المتحدة للطفولة (اليونيسف) إحصاءات جديدة، وقدرت أن 40 في المائة من سكان العالم، أو حوالي ثلاثة مليارات شخص، لا يمتلكون مرافق لغسل اليدين بالمنزل، على الرغم من أهمية الصابون والماء في مكافحة كوفيد -19 وغيره من الأمراض المعدية. الأمراض. أبرزت لجنة الأمم المتحدة الاقتصادية والاجتماعية لآسيا والمحيط الهادئ ومنظمة العمل الدولية في تقرير جديد يركز على الوباء أن أكثر من نصف الناس في منطقة آسيا والمحيط الهادئ ليس لديهم أي شبكة أمان اجتماعي، مما يتسبب في اعتلال الصحة وعدم المساواة، الفقر والاستبعاد الاجتماعي. أعلنت منظمة الصحة العالمية أن كوفيد-19 أصبح خامس أكبر سبب للوفاة في أوروبا، حيث تم الإبلاغ عن ما يقرب من 700,000 حالة في الأسبوع، وهو أعلى معدل منذ مارس.

### 16 أكتوبر
أفادت اليونيسف أن زيادة العنف المسلح، إلى جانب التأثير الاجتماعي والاقتصادي لوباء كوفيد-19, يسهمان في تفاقم محنة الأطفال في وسط الساحل، حيث يحتاج 7.2 مليون طفل في بوركينا فاسو ومالي والنيجر إلى مساعدة إنسانية، وهو أمر هام. زيادة الثلثين في سنة واحدة.

### 17 أكتوبر
دعا الأمين العام للأمم المتحدة، بمناسبة اليوم الدولي للقضاء على الفقر، إلى التضامن مع الأشخاص الذين يعيشون في فقر أثناء وبعد وباء كوفيد-19, مشددًا على أن «الأزمة المزدوجة» من أعلى مخاطر التعرض وأقل وصول إلى الرعاية الصحية يواجه أفقر الناس في العالم، ويحذر من أن 115 مليونًا قد يقعون في براثن الفقر في عام 2020, وهي أول زيادة منذ عقود.

### 19 أكتوبر
مع استمرار حالات كوفيد-19 في الزيادة بسرعة، لا سيما في أوروبا وأمريكا الشمالية، حذر المدير العام لمنظمة الصحة العالمية الحكومات والناس على مستوى العالم من الاسترخاء وحماية العاملين في المستشفيات والعاملين في الخطوط الأمامية.

### 20 أكتوبر
أشار تحليل جديد لمجموعة البنك الدولي ومنظمة الأمم المتحدة للطفولة (اليونيسف) إلى أن عدد الأطفال الذين يعيشون في فقر مدقع، أي 356 مليون طفل على مستوى العالم قبل أن يبدأ وباء كوفيد-19, من المرجح أن يتفاقم بشكل كبير. أشارت إدارة الشؤون الاقتصادية والاجتماعية، عند إطلاق تقرير نساء العالم: الاتجاهات والإحصاءات لعام 2020, إلى أن الوباء يوقف و / أو يعكس الجهود المبذولة لتحقيق المساواة بين الجنسين.

### 21 أكتوبر
حذر تقرير جديد صادر عن منظمة العمل الدولية من أن جائحة كوفيد-19 قد أدى إلى «إغلاق الحكومة، وانهيار طلب المستهلكين، وتعطيل واردات المواد الخام», مما أثر بشدة على صناعة الملابس في آسيا والمحيط الهادئ. حذرت هيئة التجارة والتنمية التابعة للأمم المتحدة (أونكتاد), في إعلانها عن آخر تحديث لها، من ضعف التجارة العالمية، مع نظرة مستقبلية غير مؤكدة.

## ردود الفعل والتدابير في أفريقيا

خريطة للمكاتب الإقليمية لمنظمة الصحة العالمية ومناطق العمل الخاصة بكل منها.
أفريقيا; المقر الرئيسي: برازافيل, جمهورية الكونغو
غرب المحيط الهادئ; المقر الرئيسي: مانيلا, الفلبين
شرق أوسطي; المقر الرئيسي: القاهرة, مصر
جنوب شرق آسيا; المقر الرئيسي: نيودلهي، الهند
أوروبا; المقر الرئيسي: كوبنهاغن, الدنمارك
الأمريكتان; المقر الرئيسي: واشنطن العاصمة, الولايات المتحدة

## ردود الفعل والتدابير في الأمريكتين

### 2 أكتوبر
الرئيس الأمريكي دونالد ترامب والسيدة الأولى ميلانيا ترامب أثبتت إصابتهم بـ كوفيد-19 ودخلوا في الحجر الصحي.

## ردود الفعل والتدابير في أوروبا

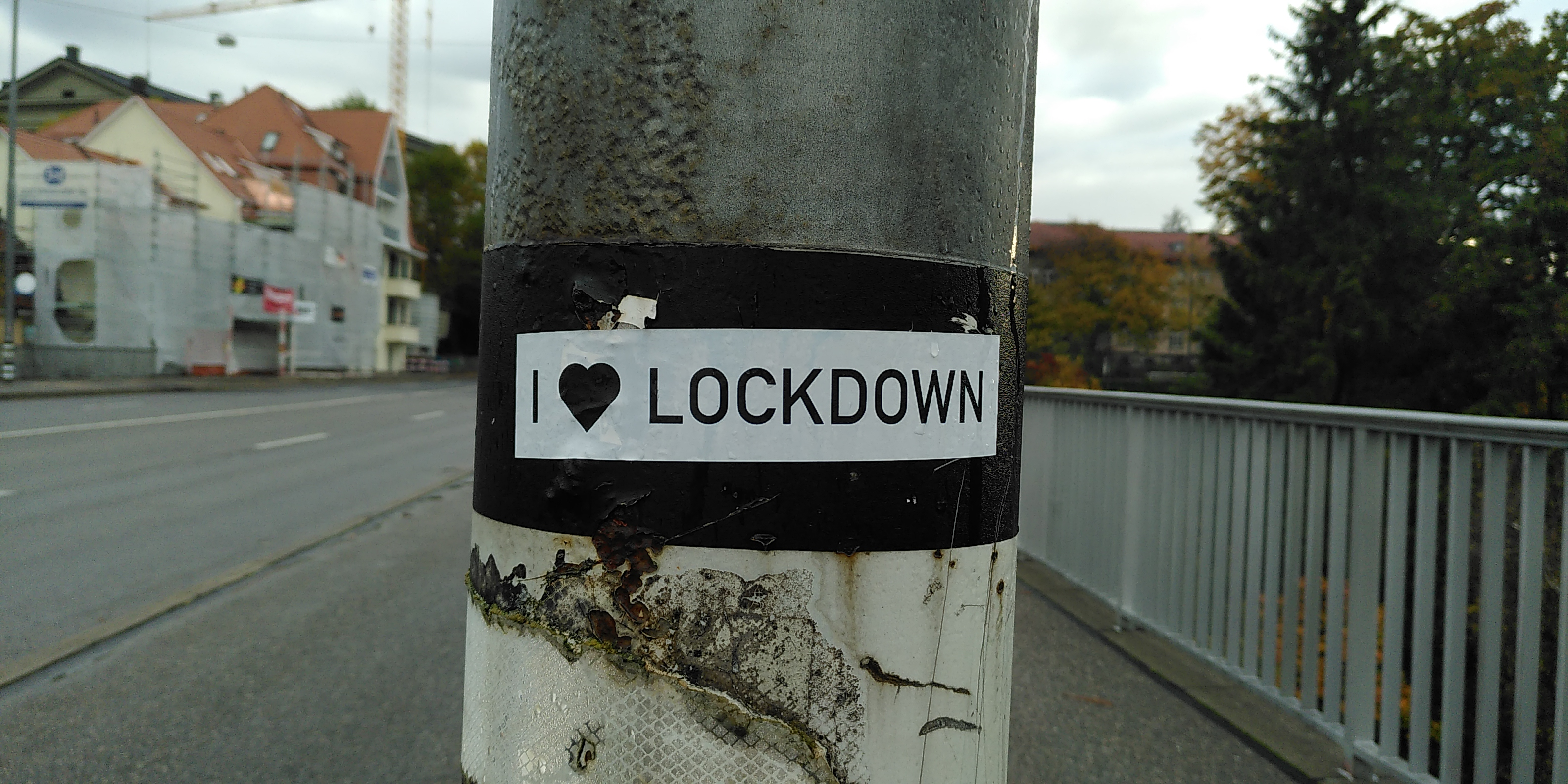

### 25 أكتوبر
أعلنت إسبانيا حالة الطوارئ الوطنية بعد ارتفاع حالات كوفيد-19 وفرضت حظر تجول في جميع أنحاء البلاد.

### 28 أكتوبر
أعلنت الحكومة الفرنسية اليوم إغلاقًا على مستوى البلاد في حين وافقت الحكومة الألمانية على فرض فترة تقييد جزئي مدتها أربعة أسابيع ردًا على زيادة الحالات في أوروبا.

### 31 أكتوبر
أعلن رئيس الوزراء البريطاني بوريس جونسون إغلاق إنجلترا لمدة أربعة أسابيع بعد الإبلاغ عن مليون حالة جديدة. ستغلق المتاجر غير الأساسية والضيافة لمدة أربعة أسابيع، لكن الوجبات السريعة والمدارس والكليات والجامعات ستبقى مفتوحة.

## ردود الفعل والتدابير في جنوب وجنوب شرق آسيا

### 3 أكتوبر
أعلن الوزير الماليزي الكبير إسماعيل صبري يعقوب أن الحكومة الماليزية لن تعيد فرض إجراءات الإغلاق على الرغم من ارتفاع عدد الحالات حيث تم الإبلاغ عن غالبية الحالات في مراكز الاحتجاز والمناطق المعزولة.

### 5 أكتوبر
الوزير الأول الماليزي إسماعيل صبري يعقوب أعلن أن مناطق كوتا كينابالو، Penampang, و Putatan في ولاية صباح سيوضع تحت شرطي الحركة تحكم أودر (MCO) تبدأ 7 أكتوبر. بموجب هذا MCO المشروط، ستكون أنشطة السفر والأنشطة التجارية داخل هذه المناطق محدودة بينما سيتم السماح بتشغيل الخدمات الصحية والغذائية الأساسية فقط.

### 6 أكتوبر
أعلن الوزير الماليزي الكبير إسماعيل صبري يعقوب أن الحكومة الماليزية ستحظر معظم السفر من وإلى صباح من قبل معظم غير المقيمين باستثناء تلك المتعلقة بحالات الطوارئ والوفيات والخدمات الأساسية الخاضعة لموافقة السلطات الصحية.

### 14 أكتوبر
تضع الحكومة الماليزية وادي كلانج في ولاية سيلانجور تحت أمر مراقبة الحركة المشروط (CMCO), مما يحد من الحركة بين المناطق ويضع ضوابط أكثر صرامة على المكاتب والمطاعم ومراكز التسوق. هذه القيود على الحركة هي أيضًا الأقاليم الفيدرالية لكوالالمبور وبوتراجايا، والتي تقع داخل حدود سيلانجور.

### 30 أكتوبر
أعلنت الرابطة الماليزية لعارضى الأفلام (MAFE) أنها ستغلق مؤقتًا جميع دور السينما في ماليزيا اعتبارًا من 2 نوفمبر للمساعدة في احتواء انتشار كوفيد-19 بعد موجة جديدة من عمليات الإرسال المجتمعية على مدار الشهر.

## ردود الفعل والتدابير في غرب المحيط الهادئ

### 2 أكتوبر
أعلن رئيس الوزراء الأسترالي سكوت موريسون أن الحكومة الأسترالية قد أبرمت اتفاقًا رسميًا يسمح للنيوزيلنديين «بالسفر في اتجاه واحد دون الحجر الصحي» إلى نيو ساوث ويلز والإقليم الشمالي اعتبارًا من 16 أكتوبر كجزء من الخطوات لإنشاء طريق عبر تاسمان «فقاعة السفر» بين أستراليا ونيوزيلندا. ومع ذلك, استبعدت رئيسة الوزراء النيوزيلندية جاسيندا أرديرن «السفر الخالي من الحجر الصحي» المتبادل للأستراليين من أجل الحفاظ على سلامة النيوزيلنديين من كوفيد-19.

### 5 أكتوبر
أعلنت رئيسة وزراء نيوزيلندا جاسيندا أرديرن أن أوكلاند ستنخفض إلى مستوى التأهب 1 في الساعة 11:59 مساءً يوم 7 أكتوبر، مما يجعل المنطقة متماشية مع بقية البلاد. تحت المستوى 1, لم يتم إلغاء القيود المفروضة على التجمعات الاجتماعية أثناء ارتداء الأقنعة في وسائل النقل العام لم يعد إلزاميًا.

### 12 أكتوبر
توقع حكومة نيوزيلندا اتفاقية مع شركة فايزر وبيوأنتك لشراء 1.5 مليون لقاح كوفيد-19. بالإضافة إلى ذلك، أنشأت الحكومة صندوقًا بقيمة 66.3 مليون دولار لدعم برنامج التحصين ضد فيروس كورونا بمجرد أن يصبح اللقاح جاهزًا.

### 26 أكتوبر
في أستراليا، أعلن رئيس وزراء فيكتوريا دانييل أندروز تخفيف قيود إغلاق كوفيد-19. اعتبارًا من منتصف ليل 27 أكتوبر، سيتم السماح بإعادة فتح المقاهي والحانات بحد أقصى 20 شخصًا وسيسمح بالتجمعات العامة التي تضم 50 شخصًا. ومع ذلك، فإن 25 لا يزال حد السفر بالكيلومتر والقيود الحدودية بين ملبورن الكبرى وفيكتوريا الإقليمية سارية حتى 8 نوفمبر. سيتم تخفيف قيود الإغلاق في ملبورن تدريجياً في 28 أكتوبر و 8 نوفمبر.